# Friedrich von Huene (Musiker)
Friedrich Alexander Freiherr von Hoyningen genannt Huene (* 20. Februar 1929 in Breslau; † 8. Mai 2016 in Bath (Maine)), bekannt als Friedrich von Huene, war ein deutschstämmiger US-amerikanischer Blockflötenbauer. Sein Schwerpunkt lag auf der weitgehend originalgetreuen Reproduktion von Blockflöten der Barockzeit.

## Leben
Friedrich von Huene entstammte einer deutsch-baltischen Familie, die 1919 in Folge der Russischen Revolution nach Deutschland übersiedelte. Sein Vater hieß Heinrich A.N. von Hoyningen genannt Huene; seine Mutter Aimée Freeland Corson Ellis war eine US-Amerikanerin aus Hartford (Connecticut). Seine Kindheit verbrachte Friedrich von Huene überwiegend auf einem Gutshof in Mecklenburg. Sein Vater starb im Zweiten Weltkrieg und die Mutter floh mit den insgesamt sechs Kindern und anderen Verwandten vor den sowjetischen Besatzungstruppen in die westlichen Besatzungszonen. Nach einem kurzen Aufenthalt dort wanderte die Familie 1947/1948 in die Vereinigten Staaten aus. Seine Mutter erwarb in Brunswick (Maine) einen Bauernhof und Friedrich machte dort seinen Schulabschluss. Anschließend nahm er 1949 ein Studium am Bowdoin College auf, wurde aber bereits im Folgejahr aufgrund des Koreakriegs zum Militär eingezogen. Aufgrund seiner musikalischen Kenntnisse wurde er allerdings als Flötist in die Musikkapelle der US-amerikanischen Luftwaffe eingeteilt.
Nach Ende seines Militärdienstes begab sich Friedrich von Huene 1953 auf eine Europareise. Dort traf er seine Jugendfreundin Ingeborg wieder, die er im Dezember 1954 in Brunswick heiratete. Die beiden bekamen zunächst ein Zwillingspaar und später noch drei weitere Kinder. Unterdessen hatte von Huene sein Studium am Bowdoin College fortgesetzt, das er 1956 abschloss. Obwohl er ein Stipendium für vertiefende Studien an der Harvard University erhielt, bewarb er sich nach seinem Examen bei dem Querflötenhersteller Verne Q. Powell Flutes Inc., wo er von 1956 bis 1960 arbeitete. Parallel dazu begann er aber auch, inspiriert durch ein Telemann-Konzert mit Alfred Mann als Solist, Blockflöten herzustellen. Dies führte 1960 zur Eröffnung seiner eigenen Werkstatt für historische Holzblasinstrumente mit einem Schwerpunkt auf Blockflöten, in der seine Frau Ingeborg die Buchhaltung übernahm. 1964 zog die Werkstatt nach Brookline (Massachusetts), wo sie von Friedrichs Sohn Patrick von Huene fortgeführt wird.
Neben seiner Tätigkeit als Instrumentenhersteller betätigte sich Friedrich von Huene als Konzertveranstalter, Musiklehrer und Arrangeur. Auf ihn geht die Gründung der Boston Recorder Society und des Boston Early Music Festivals zurück. Für das Jahr 1966/1967 erhielt er ein Guggenheim-Stipendium, das es ihm ermöglichte, zahlreiche Renaissance- und Barock-Blockflöten weltweit im Original zu studieren. Aus dieser Reise ergab sich eine Bekanntschaft zum deutschen Blockflötenbauer Hermann Alexander Moeck, für dessen Firma Moeck Friedrich von Huene daraufhin den Entwurf für die „Moeck Rottenburgh“-Serie anfertigte, die sich an Instrumenten des barocken Blockflötenbauers Jean-Hyacinthe Rottenburgh anlehnt. Im Jahr 1981 eröffnete er zusätzlich zu seiner Werkstatt mit „The Early Music Shop of New England“ ein Ladengeschäft für historische Musikinstrumente, in dem auch Produkte anderer Hersteller verkauft werden. 2016 verstarb er an Folgen einer Parkinson-Erkrankung.

## Auszeichnungen
- 1984: Ehrendoktorwürde des Bowdoin College
- 1987: Distinguished Achievement Award der American Recorder Society
- 1992: Arion Award der Cambridge Society for Early Music
- 2003: Curt Sachs Award der American Musical Instrument Society
- 2004: Lifetime Achievement Award der National Flute Association
- 2005: Howard Mayer Brown Award for Lifetime Achievement in Early Music der Vereinigung Early Music America